# Swan Song
A Swan Song az Odaát című televíziós sorozat ötödik évadának huszonkettedik epizódja.

## Cselekmény
Dean beszél Sammel még a roncstelepen, és elmondja neki, hogy bár nem tetszik neki a terv, már nem vigyázhat rá úgy, mint kiskorukban, így nem fog tenni ellene, hogy öccse testében a Sátánnal a Pokolbeli ketrecbe ugorjon. Sam válaszul azt feleli, ő engedte ki, így ő is fogja visszazárni Lucifert.
A fivérek Bobby-val és Castiellel leölnek pár démont, és palackokba töltik azok vérét, hogy később Sam majd erőt gyűjthessen megivásukkal. Közben Bobby, újságokkal a kezében, beszámol pár lehetséges ómenről, melyek közül Dean a detroiti különös lehűlésre figyel fel: oda kell menniük. Az út során Sam megkéri és megígérteti Deannel, ha vége lesz ennek az egésznek, menjen vissza Lisához, és éljen vele normális életet. A városba érkezés után, rátalálnak Luciferre és néhány magát körülvevő démonra. Sam megissza a démonvért, majd bátyjával elbúcsúznak két barátjuktól, és az épülethez mennek, ahonnan két démon kíséri őket uruk elé. Miközben Lucifer megemlíti, hogy a hiedelem ellenére a hideget szereti, Sam a képességével megöli a két démont, majd egy igennel megengedi az Ördögnek, hogy megszállhassa. Lucifer közli, tud a lovasok gyűrűiről és a tervükről, ennek ellenére megszállja a fiút. Dean azonnal a falra dobja a gyűrűket, melyek létrehoznak egy átjárót Lucifer börtönéhez, ám Sam irányítását átveszi a Sátán, és elteleportál a helyszínről. Miközben másutt egy tükörbe nézve provokálja Samet, és jeleníti meg előtte, majd öli le volt ismerőseit, barátait, Dean visszatér a sikátorban Bobby-ékhoz, és elkeseredetten nézik, hogyan a kirakati tévében beszámolnak a világot sújtó katasztrófákról. Bobby és Cas feladja a reményt, Dean azonban felhívja Chuckot, és tőle kér segítséget. A próféta azt mondja, Lucifer egy lawrence-i temetőben fog összecsapni Mihállyal, és a küzdelemből az arkangyal kerül majd ki győztesen.
Dean meggyőzi két barátját a folytatásra, és a temetőbe mennek, ahol már egymással szemben áll a két fél: Lucifer Sam, míg Mihály a korábban elvesztett Winchester fiú, Adam Milligan testében. Mikor kiderül, hogy Dean nem tudja őket lebeszélni a harcról, előbújik Bobby és Cas, utóbbi pedig egy szentelt olajos Molotov-koktélt hajít Mihályra, aki a tűzben égve, eltűnik. Mondván, rajta kívül senki nem bánthatja a fivérét, Lucifer egy csettintéssel szétrobbantja Castielt, majd mikor Bobby rálő a pisztolyával, egy kézmozdulattal vele is végez, eltöri a nyakát. Ezután nekiesik Deannek, és ütni-verni kezdi, annak feje teljesen szétroncsolódik. Végül az Impalára hajítja, és tovább püfölné, ám megpillantja a kocsi műszerfalánál heverő Lego-darabokat, és ezzel felelevenedik tudatában a Deannel átélt gyermekkor, Sam így visszanyeri uralmát teste felett. Közli, minden rendben lesz, majd miután a gyűrűkkel ismét megnyílik a kapu, utoljára visszapillant bátyjára, és ugrani készül. Azonban Mihály ismét feltűnik, és megragadja a fiú vállát, ugyanis le akarja bonyolítani a csatát, Sam ennek ellenére leugrik a verembe, és magával rántja az angyalt; mindketten bezuhannak. A földön tátongó lyuk bezárul, majd Cas lép elő a semmiből; érintésével teljesen felgyógyítja Deant, Bobby-t is feltámasztja, majd közli, hogy Isten visszahozta őt, és ismét angyallá lett.
A történtek után, Castiel visszatér a Mennybe, Bobby tovább folytatja a vadászatokat, Dean pedig -Samnek való ígérete szerint- visszatér Lisához, és vele éli tovább életét, boldogan. Chuck befejezi történetét a Winchester fivérekről, és egy mosolyt követve, eltűnésével tudatja, ő volt mindvégig Isten, akiről csak annyit lehetett tudni, hogy ismeretlen okokból a Földön tartózkodik. Csakhogy Deanék háza előtt egy éjjel kiég a lámpa, alatta pedig egy ismerős arc tekintete mered az épületre: Sam...

## Természetfeletti lények

### Démonok
A démonokat a folklórban, mitológiában és a vallásban egyaránt olyan természetfeletti lényként, gonosz szellemként írják le, melyeket meg lehet idézni, és irányítani is lehet. Közeledtüket általában elektromos zavarok jelzik, maguk mögött pedig ként hagynak.

### Angyal
Az angyalok Isten katonái, aki időtlen idők óta védelmezik az emberiséget. Eme teremtményeknek hatalmas szárnyaik vannak, emberekkel azonban csak emberi testen keresztül képesek kapcsolatba lépni, ugyanis puszta látványuk nemcsak az emberek, de még a természetfeletti lények szemét is kiégetik, hangjuk pedig fülsiketítő. Isteni képességük folytán halhatatlanok.

## Időpontok és helyszínek
- 2010. tavasza

– Sioux Falls, Dél-Dakota
– Detroit, Michigan
– Lawrence, Kansas

## Zenék
- Kansas – Carry On My Wayward Son
- Def Leppard – Rock of Ages

## Külső hivatkozások
- Supernatural-Swan Song az Internet Movie Database oldalon (angolul)